# Standard (automobile)
 (mars 2019).
Si vous disposez d'ouvrages ou d'articles de référence ou si vous connaissez des sites web de qualité traitant du thème abordé ici, merci de compléter l'article en donnant les références utiles à sa vérifiabilité et en les liant à la section « Notes et références ».
Pour les articles homonymes, voir Standard.
La Standard Motor Company est un constructeur automobile anglais aujourd'hui disparu. Le siège était à Coventry dans les Midlands de l'Ouest. 

## Histoire
La maison a été fondée en 1903 à Coventry par R.W. Maudslay.
- En 1906, la marque introduisit pour la première fois un modèle à 6 cylindres. La gamme de Standard comprenait des modèles à soupapes latérales et à soupapes en tête, mais c'est l'avance technologique de ses vilebrequins (7 paliers pour les 6 cylindres) qui retiendra l'attention.

- En 1929, sir John Black prit la direction de l'usine (qu'il conserva jusqu'en 1954) et donna une nouvelle impulsion à la marque.
- En 1929, la Swallow Sidecar & Coachbuilding Company, connue plus tard sous le nom de Jaguar, réalisa la même année un modèle sur châssis Standard .
- En 1931, Standard produisit pour Swallow l'ensemble moteur et châssis pour le nouveau modèle SS one de Swallow (la signification des initiales SS reste inexpliquée, plusieurs versions existent, mais ni sir W. Lyons ni sir J. Black n'ont jamais levé le doute : Standard Special, Special Swallow, Swallow Sidecar... malgré tout, l'hypothèse la plus souvent adoptée est Standard Swallow). Black encouragea pendant cette décennie la confection des carrosseries à l'extérieur, comme Avon, Jensen et Swallow.
- En 1939 commença la construction d'une usine de l'ombre qui produisit des moteurs d'avion dès 1940. Après la guerre, cette usine servit à la fabrication des tracteurs Fergusson.
- En 1945, Sir John racheta les ruines de Triumph. Standard présente la Standard Fourteen qui sera commercialisée jusqu'en 1948.
- En 1948, la collaboration entre Standard et Jaguar cesse, l'année où Standard abandonne la production de son moteur 4 cylindres et où Jaguar met en production son fameux moteur XK. Standard lance cette année-là la Eight hp, évolution de la Flying Eight d'avant-guerre.
- En 1962, le groupe est racheté par Leyland.
- En 1963, Standard disparaît, après 18 années de collaboration avec Triumph

Différents modèles Triumph furent construits en Inde sous la marque Standard jusqu'en 1977, puis pour une brève période de 1985 à 1987. Standard fabriqua aussi des véhicules utilitaires, des automitrailleuses et des tracteurs Ferguson sous licence.

## Standard et standard
Durant les années 1950 et 60, le fameux moteur Standard 2 litres équipa les voitures de sport Triumph de la série TR, les tracteurs  Ferguson, les voitures de sport Morgan (qui gagna les 24 Heures du Mans en catégorie 2 litres en 1962) et plusieurs autres modèles sportifs de petits constructeurs automobiles anglais. Ce moteur devenu un standard dans la production automobile anglaise donna au nom de la marque un sens parfaitement en accord avec celui de son homonyme commun.